# Myopias mandibularis
Myopias mandibularis är en myrart som först beskrevs av W. C. Crawley 1924.  Myopias mandibularis ingår i släktet Myopias och familjen myror. Inga underarter finns listade i Catalogue of Life.